# Akouda
Akouda (in arabo أكودة‎?) è una città della Tunisia, posta a nord di Susa.
Fa parte del governatorato di Susa ed è capoluogo della delegazione omonima, che conta 21 237 abitanti. La città conta 18 998 abitanti.